# Varhaug
Varhaug is een plaats in de Noorse gemeente Hå, provincie Rogaland. Varhaug telt 2494 inwoners (2007) en heeft een oppervlakte van 1,49 km².